# 瞳の先に
「瞳の先に」（ひとみのさきに）は、日本のミクスチャーバンド、ORANGE RANGEの21枚目のシングル。

## 解説
- 初回限定盤には「瞳の先に」のPVを収録したDVDが付く。
- YAMATOのクレジット欄は「ヤマモトピーナッツパンパースズメ」、NAOTOのクレジット欄は「programming, other instruments, g」である。
- 「君station」以来のドラマタイアップ。
- gr8! records在籍時では最後のシングルであり、これ以降、全国流通のシングルをリリースするまで3年9ヶ月の期間を開ける事となった。

## 収録曲

### CD
1. 瞳の先に
NHKドラマ8『ふたつのスピカ』主題歌。
CD発売前にFCイベント「AID JAM 009」で披露されていた。
いろんな人に向けての応援ソングとして作られた。楽曲自体はすでに2年前には完成しており、元々はラブソングだった。
NAOTOは「もうちょっと自分たちが大人になってからやろうと思い、ちょうどいいんじゃないかな」と語っている。
PVは「青春」が描かれている。学生時代によく集まっていた地元沖縄県に存在する「山内公園」も映っている。また大和田ファミリーの1人である大和田健介が出演している。
2. Crystal
インストゥルメンタル。YOH作曲。カップリングにインスト曲が収録されるのは初となる。
3. おしゃれ番長 〜80kidz Remix〜
エレクトロユニット、80kidzによるRemix。着うたの説明では「バンドサウンド」に近いリミックスと紹介されている。

### 初回盤DVD
1. 瞳の先に（Music Video）